# 紫花新耳草
紫花新耳草（学名：Neanotis calycina），为茜草科新耳草属下的一个植物种。